# Jean Foy-Vaillant

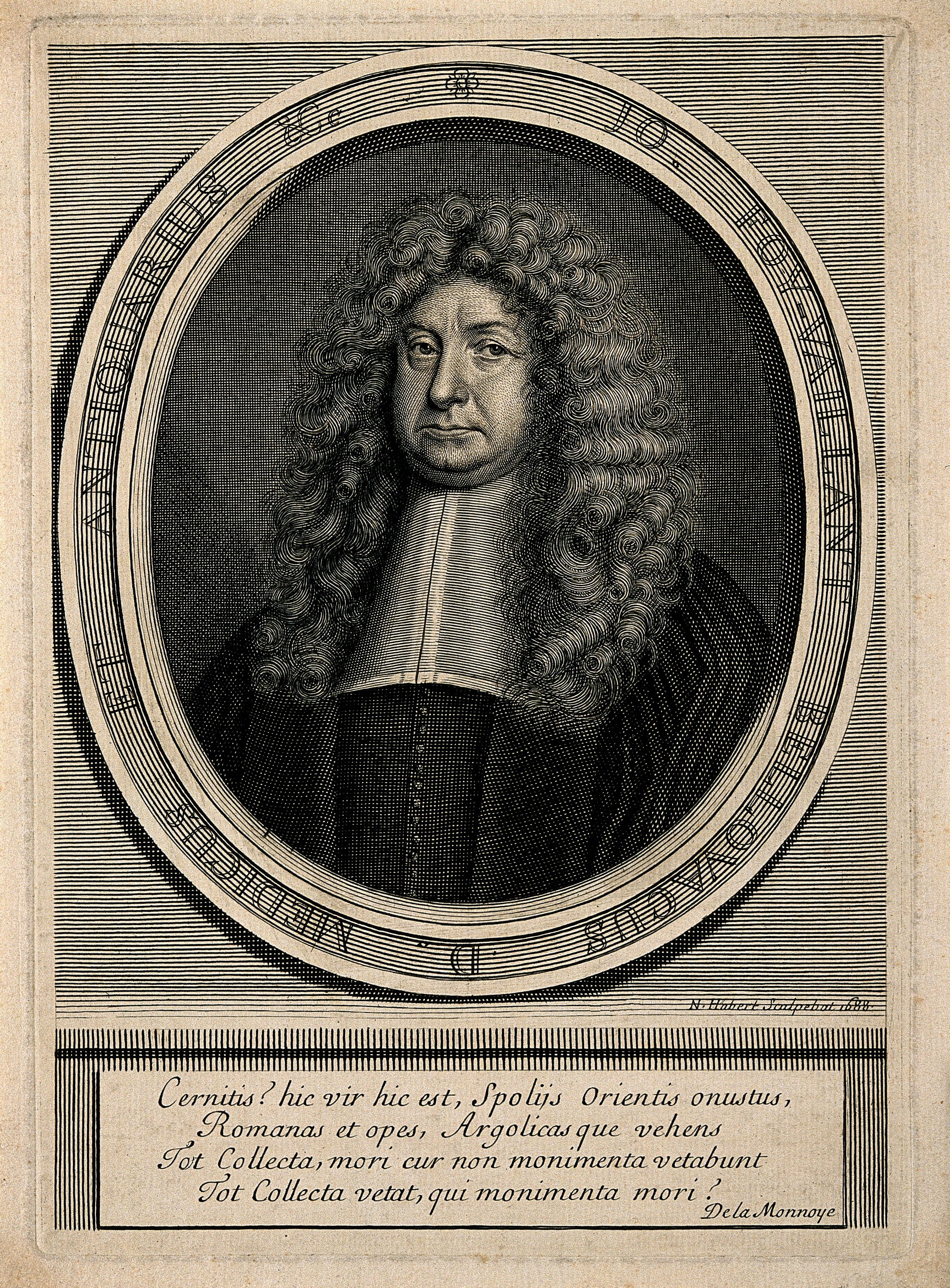
Jean Foy-Vaillant (1688)

Jean Foy-Vaillant (* 24. Mai 1632 in Beauvais; † 23. Oktober 1706 in Paris) war ein französischer Numismatiker.

## Leben
Er studierte Philosophie am  Collège de Beauvais in Paris und schloss sein Studium mit 14 Jahren ab. Im Alter von 17 Jahren wurde er Anwalt am Parlement von Paris, kurz darauf Generalsteuerprokurator in Beauvais. Mit 23 Jahren wurde er in Medizin promoviert. 
Ein Münzfund bei Beauvais erweckte sein Interesse für Numismatik, das durch den Pariser Sammler Pierre Seguin gefördert wurde. In der Folge unternahm er im Auftrag von Colbert zahlreiche Reisen zum Ausbau der königlichen Münzsammlung. 1684 wurde er Kurator der königlichen Münzsammlung in Paris. 1701 wurde er Mitglied der Académie des inscriptions et belles-lettres.

## Schriften
- Numismata imperatorum romanorum praestantiora a Julio Caesare ad Posthumum et tyrannos. 2 Bände. 1674.
  - Spätere Auflage: Numismata Imperatorum Romanorum Praestantiora. A Julio Cæsare ad Posthumum Usque. 3 Bände. Caroli Barbiellini & Venantii Monaldini, Rom 1743, OCLC 405045783.
    - 1. Band: De romanis aereis s.c. percussis. (archive.org).
    - 2. Band: De Aureis et Argenteis. (archive.org).
    - 3. Band: Appendicem Aureorum & Argenteorum. (archive.org).
- Seleucidarum imperium. 1681.
- Numismata, aerea imperatorum, augustorum et caesarum, in coloniis, municipiis, et urbibus jure Latio donatis. 1688.
- Selectiora numismata in aere maximi moduli e museo illustrissimi D.D. Francisci de Camps. 1694.
- Numismata Imperatorum Augustorum et Caesarum. A Populis Romanae Ditionis Graece Loquentibus Ex Omni Modulo Percussa. 1698.
- Historia Ptolemaeorum Aegypty regum. 1701.
- Nummi antiqui familiarum romanorum perpetuis interpretationibus illustrati. 1703.